# Otiothops alayoni
Otiothops alayoni – gatunek pająka z rodziny Palpimanidae.
Gatunek ten opisali w 2014 roku Franklyn Cala-Riquelme i Ingi Agnarsson. Epitet gatunkowy nadano na cześć Giraldo Alayona Garciasa.
Samiec ma ciało długości 5 mm, z czego 3,3 mm przypada na karapaks, natomiast u samicy długość ciała wynosi 6,3 mm, z czego długość karapaksu 2,8 mm. U obu płci karapaks jest ciemnobrązowy, opistosoma ciemnoszara, a odnóża żółtawobrązowe, z wyjątkiem pierwszej pary, która u samca jest ciemniejsza, a u samicy ruda. Część głowowa karapaksu jest z tyłu wyniesiona, a rozstaw tylno-środkowej pary oczu odpowiada ich średnicy. Samiec ma bulbus szerszy dystalnie z długim, dość prostym, haczykowato zakończonym embolusem.
Pająk znany z tylko ze ściółki górskich lasów deszczowych rezerwatu Pico Caracas w kubańskiej prowincji Granma.